# Isländska kyrkan
Isländska kyrkan, Þjóðkirkjan, är Islands evangelisk-lutherska statskyrka. Till den hör cirka 58,6 % av islänningarna. Kyrkans ledare är Islands biskop, som residerar i Reykjaviks domkyrka, Guðrún Karls Helgudóttir.
Den isländska kyrkan har sitt ursprung i den Norska kyrkan och Nidaros stift, även om den formellt sedan Islands självständighet 1944 är en utbrytning ur den Danska folkkyrkan, eftersom landet dessförinnan hade tillhört Danmark.